# Aplomya theclarum
Aplomya theclarum là một loài ruồi trong họ Tachinidae.